# Байу
В Соединенных Штатах Америки Байу (также «баю», от фр. Bayou, /ˈbaɪ.uː, ˈbaɪ.oʊ/) — река, рукав, старица или иной вялотекущий водоток в конечной или локальной дельте реки. Имеет крайне медленное течение, склонна к заилению и заболачиванию в межень, но вновь очищается от наносов в половодье. Приблизительно соответствует русскому понятию ерик (например, в дельте Волги). Термин Байу может также относиться к ручью, течение которого ежедневно меняется из-за приливов и отливов и который содержит солоноватую воду, очень благоприятную для жизни эвригалинных рыб и планктона. Байу обычно встречаются в районе побережья Мексиканского залива на юге Соединенных Штатов, особенно в дельте реки Миссисипи, где ими славятся в штатах Луизиана, Арканзас, Миссисипи и Техас. Байу часто представляет собой протоку или небольшой водоток многорукавного канала, которая движется намного медленнее, чем основное русло, часто становясь заболоченным и застойным. Хотя фауна варьируется в зависимости от региона, многие байу являются домом для раков, некоторых видов креветок, моллюсков, сомов, лягушек, жаб, саламандр, тритонов, американских аллигаторов, американских крокодилов, цапель, ящериц, черепах, сухопутных черепах, колпиц, змей, пиявок и многих других животных.

## Этимология
Слово имеет стойкую ассоциацию с географией Юга США, в особенности со штатами Миссисипи и Луизиана. В описании территории Арканзаса, выполненном по заказу Конгресса в 1833 году («Pine Buyou»), используется альтернативный вариант написания слова.
Предполагают, что слово перешло в американский английский через французский язык Луизианы в XVIII веке из языка индейцев чокто и, как полагают, произошло от слова bayuk, что означает «маленький ручей». Первые поселения Bayou Teche и других байу были основаны креолами Луизианы, и именно поэтому они обычно ассоциируются с креольской и каджунской культурой.
По другой версии, это не что иное, как искажённое английское произношение франц. «bas lieu» (низина). Однако эта версия не очень убедительна, поскольку в французском языке определяющее прилагательное ставится после существительного (должно быть lieu bas).

## География
Термин Страна Байу наиболее тесно связан с Каджунскими и Креольскими культурными группами, происходящими от французских поселенцев и простирающимися вдоль побережья Мексиканского залива от Хьюстона (штат Техас), до Мобила (штат Алабама), и поднимающимися обратно к Южной Флориде вокруг Эверглейдс с центром в Новом Орлеане (штат Луизиана).
Хьюстон получил прозвище «Байу-Сити». По состоянию на 2016 год «bye-you» является наиболее распространенным произношением, в то время как некоторые используют «bye-oh», хотя это произношение снижается.

## Известные примеры
- Bayou Bartholomew
- Bayou Corne
- Bayou La Batre
- Bayou Lafourche
- Bayou St. John
- Bayou Teche
- Big Bayou Canot
- Buffalo Bayou
- Cypress Bayou